# 布氏霍氏魚
印度霍氏魚（学名：Horadandia brittani）为輻鰭魚綱鯉形目鿕科的其中一種，分布於亞洲印度南部喀拉拉邦、泰米爾納德邦以及卡納塔克邦的沿海洪氾區，棲息在半鹹水的靜止水域、紅樹林、沼澤或稻田裡，體長可達2公分，生活習性不明，可做為觀賞魚。